# Maß

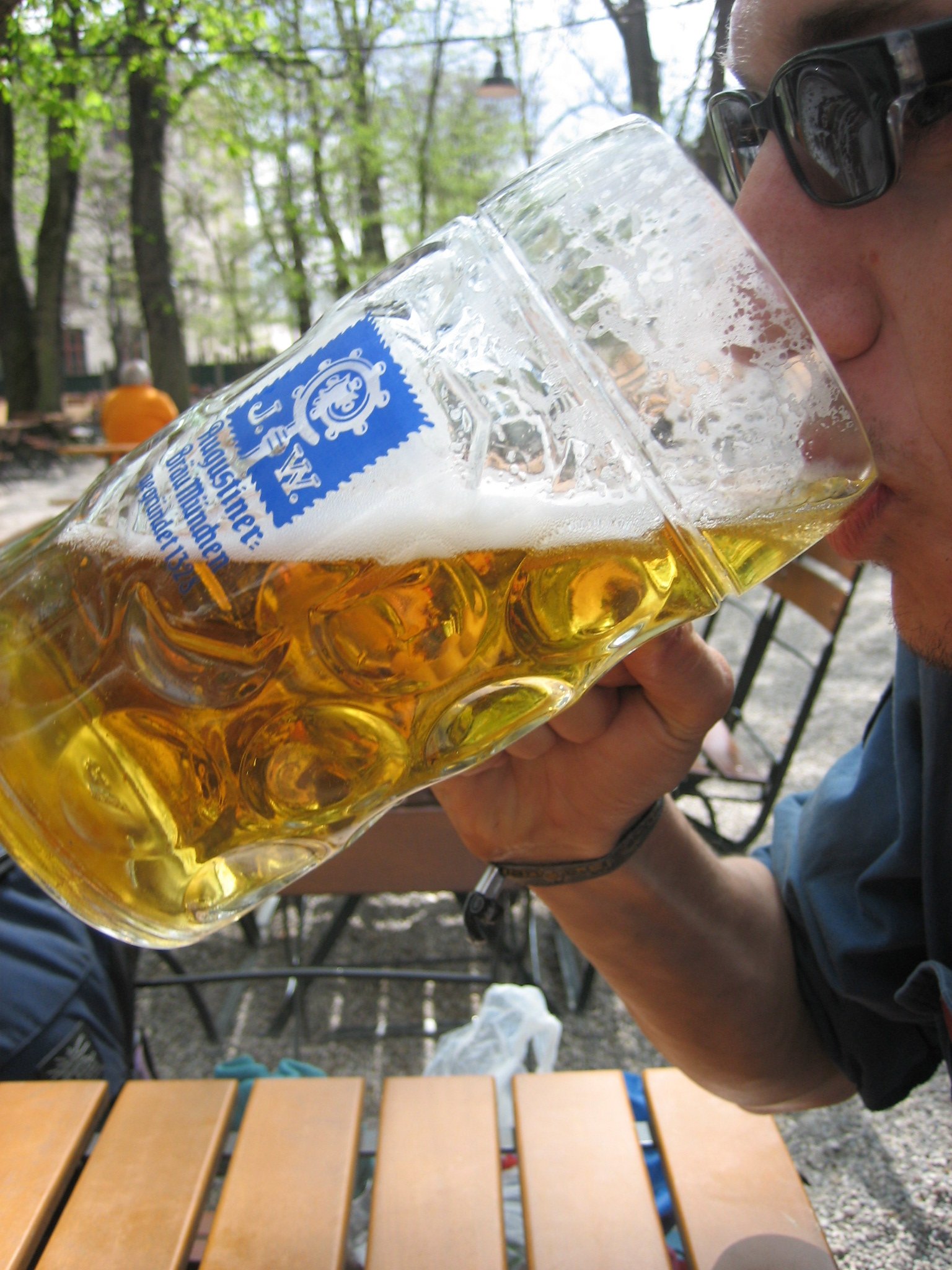
Een Maßkrug

De Maß (uitgesproken als [maːs]) of Mass (Zwitserse spelling) is het Duitse woord dat de hoeveelheid bier in een bierpul beschrijft, tegenwoordig precies 1 liter.
Maß wordt vaak gebruikt als een afkorting voor de bierpul (de Maßkrug) zelf. Formeel behoort een Maß van steengoed te zijn, maar de term wordt ook meer algemeen gebruikt voor de pullen de in Beierse biergartens, bierhallen en tijdens het Oktoberfest.
. 